# Shinden-Stil

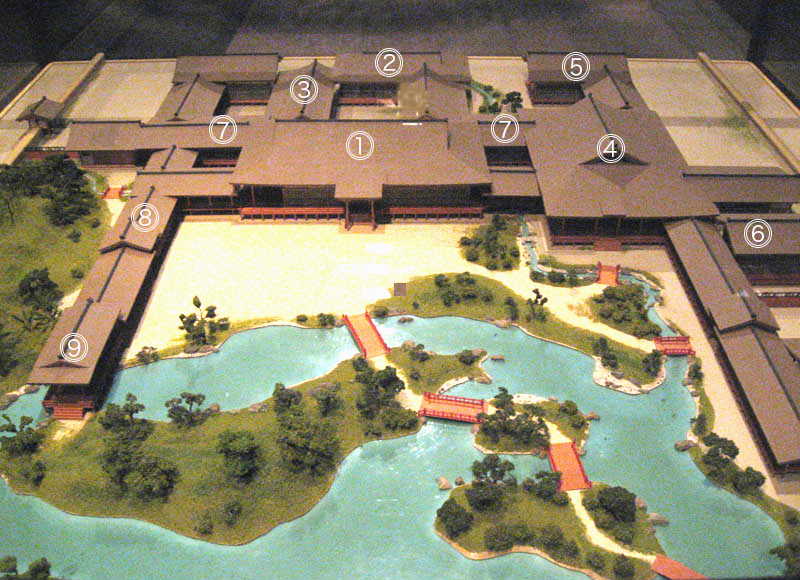
Modell des Higashi Sanjō-dono-Palastes (nicht mehr existierend)
1. Hauptraum (shinden), 2. nördlicher Nebenraum (kita no tai), 3. hosodono, 4. östlicher Nebenraum (higashi no tai), 5. nordöstlicher Nebenraum (higashikita no tai), 6. samuraidokoro, 7. Verbindungsbrücke (wataridono), 8. Gartenkorridor (chūmonrō), 9. Angelpavillon (tsuridono).

Shinden-Stil (jap. 寝殿造り, shinden zukuri) ist ein Architektur-Stil im historischen Japan. Neben dem Sukiya- und Shoin-Stil ist er einer der drei bedeutenden Stile für Wohngebäude der vorindustriellen Zeit (vor 1868).
Shinden (寝殿) bedeutet „Schlafraum“ in der ursprünglichen oder auch „Hauptraum“ in der späteren Bedeutung. Alle weiteren Räume und Gärten ordnen sich um den Shinden mit strenger Nord-Süd-Orientierung an. Im Gegensatz zum späteren Sukiya- und Shoin-Stil handelt es sich bei diesem Stil um eine palastartige Wohnform für die adlige Gesellschaft.

## Einordnung
Der Shinden-Stil hatte seine Blütezeit während der Heian-Zeit, also zu der Zeit, als Kyoto (damals Heian-kyō) die Hauptstadt Japans gewesen ist. Der Ursprung geht von der Struktur und Gestaltung des dortigen Heian-Palastes aus und wurde anschließend in zahlreichen Provinzen angewendet.
Die Architektur des Shinden-Stils spiegelt Grundsätze der damals präsenten buddhistischen „Schule des Reinen Landes“ wider, Jōdo-shū genannt. Dabei sollen die Bauwerke und Gärten stets Energie, Vitalität und Kreativität wecken, und zwar mittels heller und weit geöffneter Räume, die stets einen starken Bezug zu einem sorgfältig geplanten Garten haben. Die chinesisch-buddhistische Vorgängerarchitektur brachte das weniger zum Ausdruck.
Trotz ihrer immer noch überwältigenden Ausstrahlung sind die Gebäude etwas kleiner und weniger imposant als die chinesischen Paläste. Die geringeren Anforderungen an das Tragwerk drückten sich in einer leichteren Bauweise mit dünneren und weniger Stützen aus. Helleres Holz sowie deutlich stärker geschwungene Dächer unterstrichen diese Leichtigkeit.

## Struktur
Wesentliche Bestandteile eines nach Shinden-zukuri gebauten Objektes sind:
- Hauptraum (寝殿, shinden)
- Seitenpavillons oder Nebengebäude (対屋, tai no ya)
- überdachte Verbindungsbrücken (透渡殿, sukiwatadono und 渡殿, watadono)
- Gartenkorridore (廊, rō) mit Toren (中門廊, chūmonrō)
- Angelpavillons (釣殿, tsuridono)

Die symmetrische Anordnung der einzelnen Räume spielt eine zentrale Rolle. Der Hauptraum (shinden) liegt dabei auf einer von Nord nach Süd verlaufenden Mittelachse und bildet die Mitte des Gebäudes. Er ist auf einen erhöhten Steinsockel gebaut, was ein Gefühl der Erhabenheit vermitteln soll.
Rechts und links davon befindet sich jeweils ein Nebenraum (tai), die durch Korridore (sukiwatadono) mit dem Hauptraum verbunden sind. Von jedem der Nebenräume laufen Gartenkorridore nach Süden, die auf halbem Weg jeweils ein kleines Tor nach außen besitzen. Dadurch ergibt sich ein nach Süden geöffneter, jedoch nach Osten und Westen geschlossener Garten, der Raum für viele verschiedene Zeremonien bietet. Am südlichen Ende dieses Gartens befindet sich meist ein kleiner Teich, der von den Angelpavillons an den Südenden der Gartenkorridore beobachtet werden kann.
Während der Hauptraum einen Nord-Süd-Dachfirst besitzt, findet man bei den beiden Nebenräumen von Ost nach West verlaufende Dachfirste, was die starke Symmetrie zusätzlich verstärkt.

## Beispiele
- Heian-Palast, zwischen 794 und 1227 der kaiserliche Palast Japans in Kyoto
- Byōdō-in, 998 in Uji (Kyōto) (Präfektur Kyōto) gebaut